# Comune di Jalta
Il comune di Jalta (in russo Ялтинский горсовет?; in ucraino Ялтинська міськрада?; in tataro: Yalta şeer şurası) è un circondario urbano della Crimea con 141.697 abitanti al 2013. Il capoluogo è l'omonima città.

## Geografia antropica

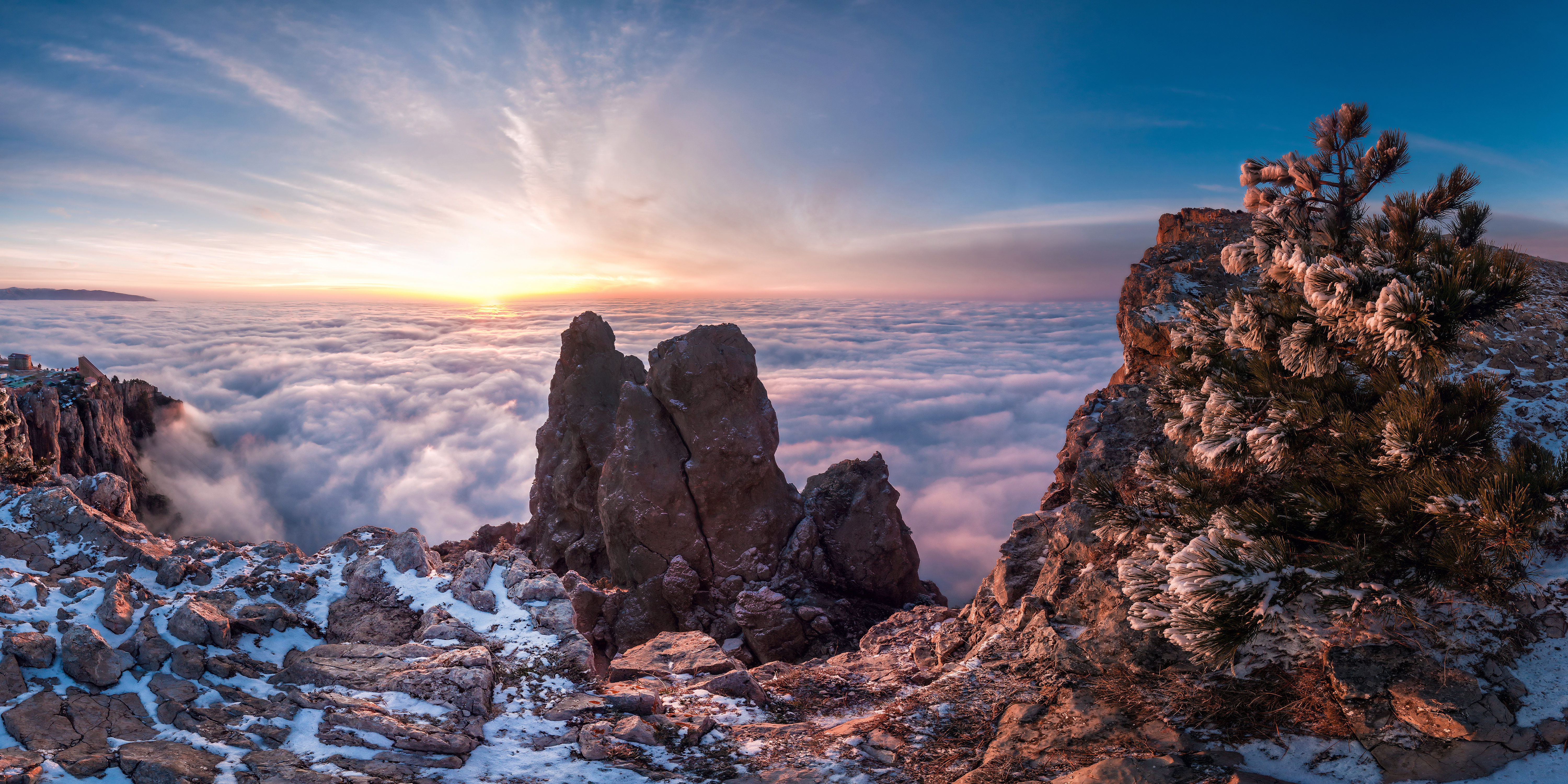
Il monte Ai-Petri, nei pressi di Jalta

Il comune è suddiviso in due città e 7 insediamenti urbani.

### Città
- Alupka
- Jalta

### Insediamenti urbani
- Foros
- Gaspra
- Gurzuf
- Koreiz
- Livadija
- Massandra
- Simeiz